# Mr. Meaty
Mr. Meaty fue una serie de televisión americana-canadiense emitida en el canal de CBC en Canadá y Nickelodeon en Estados Unidos. Comenzó en Nicktoons el 10 de marzo del 2007 y terminó el 23 de mayo del 2009. En la serie existen marionetas que trabajan en un restaurante de comida rápida llamado «Mr. Meaty» (una parodia de McDonald's, Burger King y Carl's Jr.), situado en la ciudad de Scaunchboro (nombre basado de la ciudad de Scaborough en Ontario). La serie comenzó al mismo tiempo que una serie de cortos ofrecida en CBC. Un piloto corto se emitió el 30 de diciembre del 2005 en Nickelodeon. El 22 de septiembre del 2006, la serie comenzó a transmitirse con dos episodios cortos. Los cortos originales todavía se pueden encontrar en iTunes y TurboNick. En el mes de agosto y septiembre del 2006, Mr. Meaty apareció en la portada de Nickelodeon Magazine. El día viernes 20 de abril del 2007 fue estrenado el primer episodio en Nickelodeon Latinoamérica.

## Argumento
Josh y Parker son un par de adolescentes que están buscando un trabajo que les diera un gran sueldo. Finalmente, encuentran trabajo en un local de comida rápida llamado Mr. Meaty. 
El dueño del restaurante, Wink, les cuenta algunos datos sobre el restaurante, como que es la novena mejor cadena de comida rápida del mundo y que es él el descendiente del fundador de Mr. Meaty, el señor Carny, que había desaparecido hace más de 100 años. Cuando Josh y Parker ordenan las cajas de la bodega, encuentran accidentalmente una cápsula congelada. Parker dice que es un baño portátil y se acerca a ella, donde ve a un hombre congelado. Josh se asusta y los dos corren sigilosamente con el «muerto», para descongelarlo sin que Wink se diera cuenta. Wink se da cuenta de lo que están haciendo y descubre que es su desaparecido ancestro, el señor Carny, quien se levanta y despierta de su sueño eterno.

## Personajes

### Josh Redgrove
Es el cajero de Mr. Meaty. Josh goza de la fama de flechar a las muchachas, aun cuando la mayoría de las mujeres con las que él habla no se sienten atraídas por él. Tiene una gran aversión a su trabajo, y su sueño es hacer una película de horror con su amigo Parker. Se le conoce como Josh Nichols.

### Parker Dinkleman
Es el cocinero de Mr. Meaty. Él tiene un problema con el peso, explicando el porqué del apodo por el que se refieren a él: «Porker», el cual odia. Josh lo describe como teniendo «la flatulencia». Parker ama su trabajo. Se le conoce como Drake Parker.

#### Doug
Es el policía del centro comercial.

#### Ashley, Brytanny y Ashley 2
Son las mejores amigas. En algún momento fueron novias de Josh (mujeriego por excelencia, al igual que Drake Parker).

## Episodios
La serie fue cancelada en 2007, en Estados Unidos, y en 2008, en Latinoamérica, por considerarse de muy poco éxito y preferencia por el público, teniendo solo 20 episodios en 2 cortas temporadas. Además de ser cancelada por su poco éxito, los padres de los niños que la veían pensaban que era muy perturbadora.